# Filho de Maria de Gaza
O filho de Maria de Gaza foi um oficial bizantino de nome desconhecido do século VI, ativo durante o reinado do imperador Justiniano (r. 527–565). Tinha como irmãos os bispos Marciano, Anastácio e outro indivíduo de nome desconhecido, que atuou como advogado, bem como quatro irmãs, todas de nome desconhecido. No momento da composição da oração fúnebre de sua mãe, ele atuava como juiz. Também foi governador (talvez consular) da Palestina Prima e neste ofício viajou a Constantinopla com petição ao imperador. Aparentemente adoeceu durante sua viagem e foi curado por sua mãe num sonho.